# Чемпионат России по боксу среди женщин 2015
Чемпионат России по боксу среди женщин 2015 года проходил в Саранске с 1 по 7 марта. В соревновании приняли участие 190 спортсменок из 49 регионов России, разыгравшие награды в 10 весовых категориях.

## Медалисты
| Весовая категория | Золото                                                      | Серебро                                | Бронза                                                                     |
| ----------------- | ----------------------------------------------------------- | -------------------------------------- | -------------------------------------------------------------------------- |
| до 48 кг          | Екатерина Пинигина Костромская область                      | Юлия Чумгалакова Москва                | Диаза Баталова Челябинская область Татьяна Григорова Магаданская область   |
| до 51 кг          | Елена Савельева Мордовия                                    | Зоя Исаева Якутия                      | Саяна Сагатаева Московская область Александра Кулешова Челябинская область |
| до 54 кг          | Виктория Гуркович Оренбургская область                      | Татьяна Зражевская Воронежская область | Стефани Султанова Москва Лилия Аетбаева Кемеровская область                |
| до 57 кг          | Зинаида Добрынина Москва / Забайкальский край               | Мария Сартакова Челябинская область    | Любовь Лузгина Иркутская область Наталья Самохина Новосибирская область    |
| до 60 кг          | Анастасия Белякова Московская область / Челябинская область | Наталья Шадрина Бурятия                | Анна Бобырева Воронежская область Кристина Жунёва Пермский край            |
| до 64 кг          | Дарья Абрамова Тульская область / Рязанская область         | Елена Устинова Алтайский край          | Вера Студенкова Кемеровская область Елена Савина Красноярский край         |
| до 69 кг          | Саадат Абдулаева Московская область                         | Ирина Потеева Свердловская область     | Радимхан Хамчиева ЯНАО Дарима Сандакова Московская область / Бурятия       |
| до 75 кг          | Ярослава Якушина Московская область / Краснодарский край    | Оксана Трофимова Челябинская область   | Анна Гладких Ставропольский край Надежда Торлопова Костромская область     |
| до 81 кг          | Любовь Пашина Ханты-Мансийский автономный округ — Югра      | Мария Уракова Волгоградская область    | Алёна Яловая Новосибирская область Светлана Косова Ставропольский край     |
| свыше 81 кг       | Зенфира Магомедалиева Дагестан                              | Эльмира Рамазанова ХМАО                | Анастасия Южакова Челябинская область Екатерина Богатова Калужская область |